# Eberle-Butschkau-Stiftung
Die 1969 gegründete Eberle-Butschkau-Stiftung mit Hauptsitz in Bonn ist Teil der Wissenschaftsförderung der Sparkassen-Finanzgruppe. Satzungsmäßiger Auftrag der Stiftung ist die Aus- und Weiterbildung von Führungs- und Fachkräften. Dazu fördert die Eberle-Butschkau-Stiftung über ein Kolleg vor allem ehemalige Mitarbeiter und Auszubildende von Sparkassen, die außerhalb der Sparkassen-Finanzgruppe ein Studium beginnen.
Die Förderung erfolgt nicht in Form regelmäßiger Geldleistungen, sondern bewegt sich im ideellen Rahmen durch Einladungen zu Fortbildungsveranstaltungen, wissenschaftlichen Kongressen und die Bezuschussung von Auslandsstudienfahrten. Des Weiteren werden Druckkostenzuschüsse zu Dissertationsschriften mit Bezug zum Sparkassenwesen gewährt.
Das Kolleg, das an über dreißig Hochschulstandorten in studentischer Selbstverwaltung vertreten ist, wurde bis heute von mehreren tausend Akademikern besucht. Diese sind in einem Alumni-Verein vernetzt. Aus den Reihen der Absolventen rekrutieren sich zahlreiche hochrangige Sparkassenmitarbeiter und -vorstände sowie mehrere Wirtschafts- und Rechtswissenschaftler.
Namensgeber der Stiftung sind Johann Christian Eberle und Fritz Butschkau.